# Soforosa
La soforosa es un disacárido. La soforosa se adhiere a una molécula de esteviol para integrar el esteviósido. Forma parte además de los soforolípidos, glicolípidos producidos por la fermentación de levaduras de tipo Candida o Torulopsis, tales como Torulopsis magnoliae, Candida bombicola, Candida apícola y Candida bogoriensis.